# Нойгайм (Цуг)
Нойгайм (нім. Neuheim ZG) — громада  в Швейцарії в кантоні Цуг.

## Географія
Громада розташована на відстані близько 95 км на схід від Берна, 7 км на північний схід від Цуга.
Нойгайм має площу 7,9 км², з яких на 14% дозволяється будівництво (житлове та будівництво доріг), 66,8% використовуються в сільськогосподарських цілях, 17,8% зайнято лісами, 1,4% не є продуктивними (річки, льодовики або гори).

## Демографія
2019 року в громаді мешкало 2237 осіб (+15,4% порівняно з 2010 роком), іноземців було 23,9%. Густота населення становила 282 осіб/км².
За віковим діапазоном населення розподілялося таким чином: 22,7% — особи молодші 20 років, 61,2% — особи у віці 20—64 років, 16,1% — особи у віці 65 років та старші. Було 890 помешкань (у середньому 2,5 особи в помешканні).
Із загальної кількості 1023 працюючих 70 було зайнятих в первинному секторі, 333 — в обробній промисловості, 620 — в галузі послуг.